# Рива-Паласио (муниципалитет)
Рива-Паласио (исп. Riva Palacio) — муниципалитет в Мексике, штат Чиуауа с административным центром в посёлке Сан-Андрес. Численность населения, по данным переписи 2010 года, составила 8012 человек.

## Общие сведения
Название Riva Palacio дано в честь борца с интервентами, политического деятеля и писателя Висенте Рива Паласио.
Площадь муниципалитета равна 2263 км², что составляет 0,91 % от общей площади штата, а наивысшая точка — 2309 метров, расположена в поселении Кампо-Сесента-и-Уно-и-Медио.
Он граничит с другими муниципалитетами штата Чиуауа: на севере с Намикипой, на востоке с Чиуауа, на юге с Санта-Исабель и Гран-Морелосом, на западе с Куаутемоком.

## Учреждение и состав
Муниципалитет был образован в 1880 году, в его состав входит 96 населённых пунктов, самые крупные из которых:
| Код INEGI | Населённый пункт                                                                                 | Численность населения (2005 год) | Численность населения (2010 год) |
| --------- | ------------------------------------------------------------------------------------------------ | -------------------------------- | -------------------------------- |
| 054       | Всего                                                                                            | 7811                             | 8012                             |
| 0001      | Сан-Андрес (исп. San Andrés) 28°32′45″ с. ш. 106°30′06″ з. д.                                    | 667                              | 662                              |
| 0075      | Сайнапучи (исп. Sainapuchi (La Garita)) 28°46′32″ с. ш. 106°45′24″ з. д.                         | 263                              | 291                              |
| 0011      | Кампо-Трейнта-и-Синко (исп. Campo Treinta y Cinco (El Saucito)) 28°48′54″ с. ш. 106°50′48″ з. д. | 100                              | 222                              |
| 0026      | Кампо-Сесента-и-Дос (исп. Campo Sesenta y Dos) 28°57′54″ с. ш. 106°40′18″ з. д.                  | 154                              | 216                              |
| 0042      | Кампо-Сесента-и-Нуэве (исп. Campo Sesenta y Nueve) 29°09′12″ с. ш. 106°42′52″ з. д.              | 198                              | 210                              |

## Экономика
По статистическим данным 2000 года, работоспособное население занято по секторам экономики в следующих пропорциях: сельское хозяйство, скотоводство и рыбная ловля — 66,3 %, промышленность и строительство — 15,5 %, сфера обслуживания и туризма — 16,9 %, прочее — 1,3 %.

## Инфраструктура
По статистическим данным 2010 года, инфраструктура развита следующим образом:
- электрификация: 99,3 %;
- водоснабжение: 99,2 %;
- водоотведение: 94,1 %.

## Фотографии
- Каньон вблизи Сайнапучи
- Церковь в Сан-Андресе
- Кампо-66